# Baskuy
Baskuy war bis 2012 eines von fünf Arrondissements, in das Ouagadougou, die Hauptstadt des westafrikanischen Staates Burkina Faso, unterteilt war.
Das Arrondissement wurde am 2. November 1988 gegründet, die ersten Kommunalwahlen fanden 1995 statt. Das Gebiet Baskuys erstreckt sich über das innerstädtische Gebiet mit zwölf Sektoren. Die Einwohnerzahl beträgt 195.793 Personen (Zensus 2006).